# 戈兰·普尔皮奇
戈兰·普尔皮奇（1964年5月4日—），克罗地亚男子网球运动员。他曾代表克罗地亚参加1992年夏季奥林匹克运动会网球比赛，搭档戈兰·伊万尼塞维奇获得男子双打铜牌。